# 잔파곶

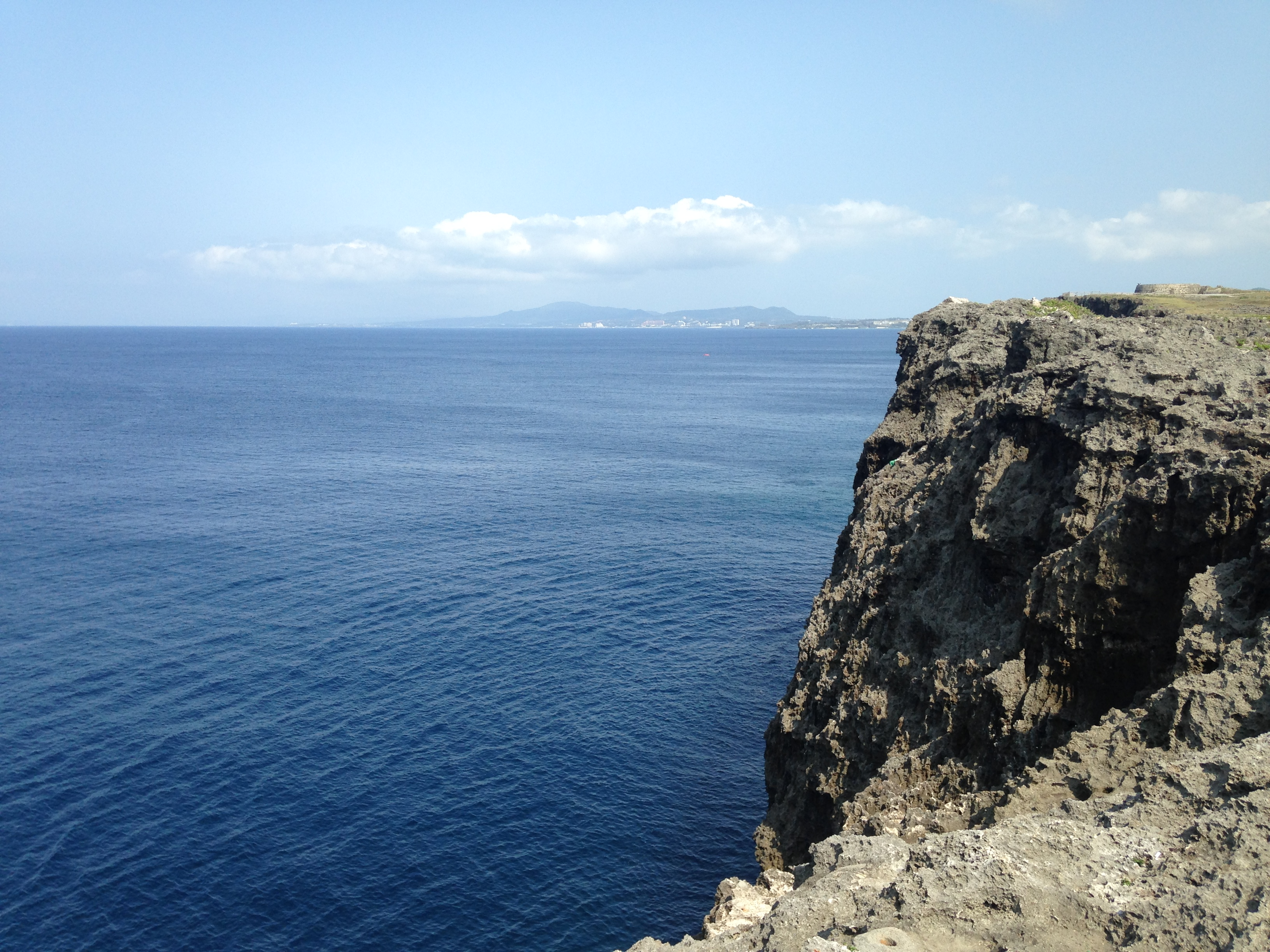
잔파곶

잔파곶(残波岬 잔파미사키[*])은 일본 오키나와현 나카가미군 요미탄촌에 속하는 동중국해에 면한 곶이다.
오키나와 본섬의 중앙부보다 약간 남쪽에 위치하며, 오키나와 해안 국정공원의 일부에 포함되어 국정공원의 북동단에 해당한다. 곶 일각에 잔파곶 등대가 세워져 있다.